# Biologie animale
Cet article court présente un sujet plus développé dans : Biologie et Zoologie.
La biologie animale est la partie de la biologie qui s'intéressee plus particulièrement aux animaux et qui se distingue ainsi de la biologie végétale ou de la biologie cellulaire. C'est une discipline de la science du vivant, des organismes et des espèces animales ainsi que des théories évolutionnistes. 
Le premier classificateur connu des animaux fut Aristote, dans son traité Histoire des animaux. 
Elle comprend non seulement la zoologie, mais aussi la physiologie animale, les neurosciences, l'éthologie, la zootechnie etc. L'espèce humaine comptant parmi les animaux, on peut considérer également que la biologie humaine, voire la médecine, font partie intégrante de la biologie animale
Christien muzinga